# Mary Steenburgen
Mary Steenburgen, född 8 februari 1953 i Newport, Arkansas, är en amerikansk skådespelare, komiker, sångare och låtskrivare. Steenburgen har bland annat medverkat i filmer som Gilbert Grape och Philadelphia.
Mary Steenburgen var gift med Malcolm McDowell 1980–1990. Hon är gift med Ted Danson sedan den 7 oktober 1995.

## Filmografi i urval
- 1978 – Goin' South
- 1979 – Tidsjakten
- 1980 – Melvin och Howard
- 1981 – Ragtime
- 1981 – En midsommarnatts sexkomedi
- 1983 – Cross Creek
- 1985 – En förtrollad jul
- 1987 – Djävulsk fälla
- 1987 – Sensommardagar
- 1988 – Anne Franks sista dagar (TV-serie)
- 1989 – Föräldraskap
- 1989 – En tjej med glöd
- 1990 – Tillbaka till framtiden del III
- 1991 – Slaktarens fru
- 1991–1992 – Tillbaka till framtiden (TV-serie)
- 1993 – Gilbert Grape
- 1993 – Philadelphia
- 1995 – Gräsharpan
- 1995 – Powder
- 1995 – Nixon
- 1996 – Gullivers resor (TV-film)
- 2001 – Livsverket
- 2001 – I Am Sam
- 2003 – Elf
- 2006 – Inland Empire
- 2007 – The Stranger Inside
- 2008 – Step Brothers
- 2008 – Borta bäst, hemma värst
- 2009 –  The Proposal
- 2009 – In the Electric Mist
- 2009 – The Open Road
- 2009 – Har du hört ryktet om Morgans?
- 2011 – Niceville
- 2013 – Last Vegas
- 2014 – Song One
- 2015 – A Walk in the Woods
- 2015 – Orange Is the New Black (TV-serie)
- 2015 – Togetherness (TV-serie)
- 2015 – The last man on earth (TV-serie)
- 2020 – Happiest Season
- 2023 – Book Club: The Next Chapter